# Microreactor nuclear

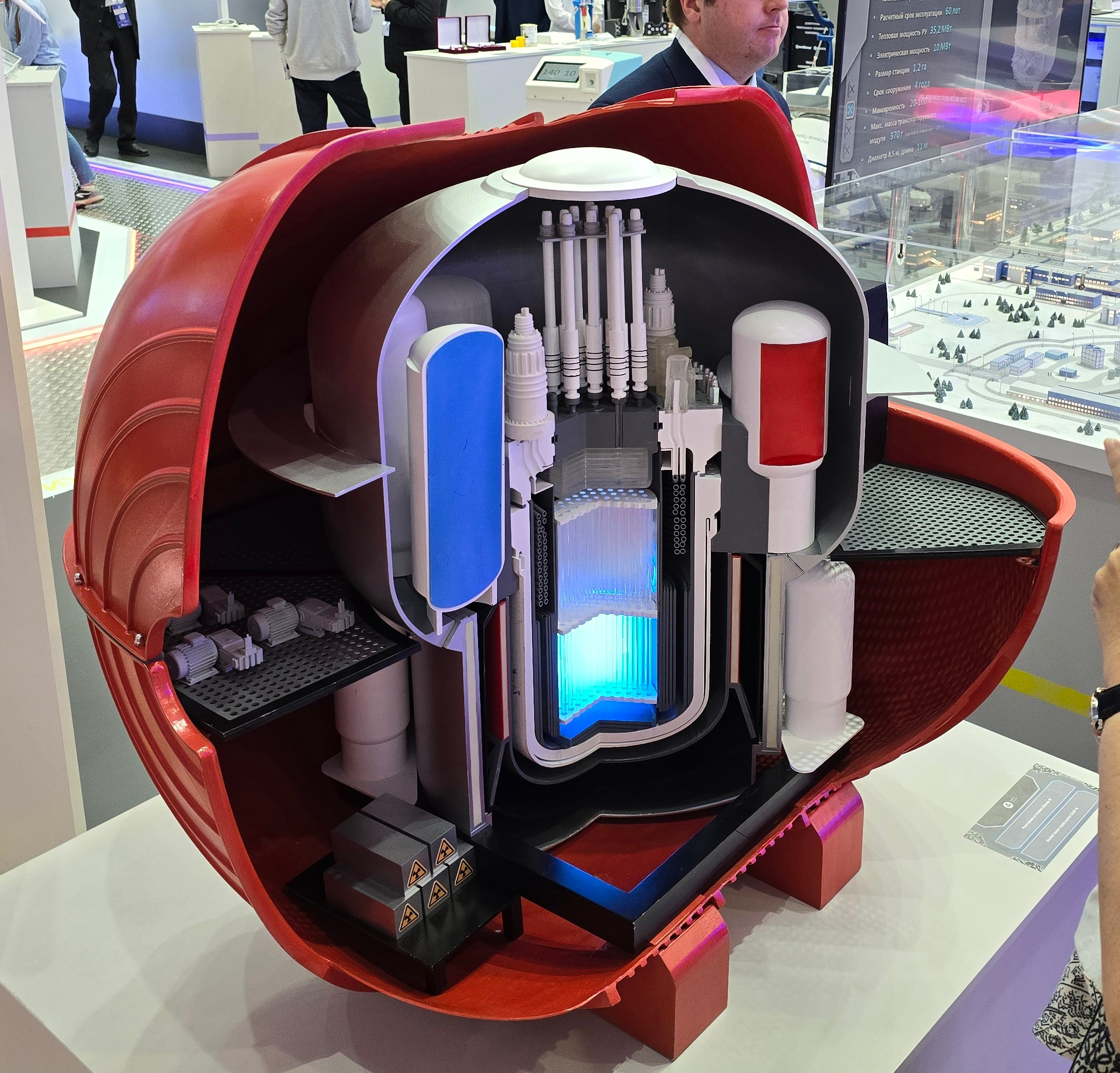
Microreactor nuclear rus Shelf-M

Un microreactor nuclear és un tipus de reactor nuclear que es pot muntar i transportar fàcilment per carretera, ferrocarril o aire. Els microreactors són de 100 a 1.000 vegades més petits que els reactors nuclears convencionals i la seva capacitat oscil·la entre 1 i 20 MWe (megawatts d'electricitat), en comparació amb els 20 a 300 MWe (megawatts d'electricitat) dels reactors modulars petits (SMR). A causa de la seva mida, es poden desplegar en llocs com ara bases militars aïllades o comunitats afectades per desastres naturals. Poden funcionar com a part de la xarxa, independentment de la xarxa, o com a part d'una petita xarxa per a la generació d'electricitat i el tractament tèrmic. Estan dissenyats per proporcionar energia resilient, sense emissions de carboni i independent en entorns difícils. La font de combustible nuclear per a la majoria dels dissenys és "urani d'alt anàlisi i baix enriquiment", o HALEU.

## Història
Els microreactors nuclears es van originar en el projecte de submarí nuclear de la Marina dels Estats Units, que va ser proposat per primera vegada per Ross Gunn del Laboratori de Recerca Naval dels Estats Units el 1939. El concepte va ser adaptat per l'almirall Hyman Rickover per iniciar el programa de submarins nuclears americà a la dècada del 1950. El primer submarí nuclear dels Estats Units que es va construir va ser l'USS Nautilus, que es va botar el 1955. Es va instal·lar amb el reactor S2W de Westinghouse, un reactor d'aigua pressuritzada que produïa 10 megawatts de potència.

## Disseny
Aquests reactors estan fets per encaixar en zones petites on seria ineficient introduir una central elèctrica més gran, però encara tenen necessitats energètiques inadequades per a generadors. Els microreactors nuclears, una subcategoria dels reactors modulars petits (SMR), són un tipus de central nuclear en desenvolupament dissenyada per generar electricitat a menor escala que els reactors nuclears tradicionals. Aquests microreactors solen tenir una capacitat de 20 megawatts o menys i estan dissenyats per ser modulars i transportables, cosa que els fa adequats per alimentar petites comunitats, zones remotes i indústries com la dessalinització i la producció de combustible d'hidrogen.
Un dels principals avantatges dels microreactors nuclears és que tenen un menor impacte ambiental que els combustibles fòssils. No emeten gasos d'efecte hivernacle com CO2  el metà. Els residus que produeixen són radioactius, cosa que crea un problema de manipulació i eliminació segures. Un dels mètodes actuals d'eliminació és enterrar els residus en instal·lacions d'emmagatzematge subterrani profund com ara Onkalo a Finlàndia. A més, poden funcionar contínuament durant un màxim de 10 anys sense necessitat de reomplir de combustible.
Els microreactors utilitzen la fissió nuclear per generar calor, que després s'utilitza per produir electricitat a través d'una turbina de vapor. El nucli del reactor està envoltat per un espès escut per protegir els treballadors i el medi ambient de la radiació. El nucli també conté barres de combustible fetes d'urani o altres materials fissibles. A mesura que el combustible experimenta fissió, allibera energia en forma de calor, que després es transfereix a un refrigerant que circula pel reactor. El refrigerant sol ser aigua o un metall líquid, com ara sodi o plom, que absorbeix la calor i la transfereix a un intercanviador de calor. L'intercanviador de calor transfereix la calor a un refrigerant secundari, que s'utilitza per generar vapor i produir electricitat.
Els microreactors i els SMR reflecteixen una àmplia gamma de tecnologies, incloent-hi els reactors d'aigua lleugera (LWR), els reactors de gas d'alta temperatura (HTGR) i els dissenys de reactors avançats, com ara els reactors ràpids de metall líquid (FR), els reactors de sals foses (MSR) i els reactors de tubs de calor (HP). Els dissenys poden variar segons el combustible, els materials, els refrigerants, els inversors, les tècniques de fabricació (com ara la fabricació additiva) i els intercanviadors de calor.
El disseny del reactor de tubs de calor és el microreactor més simple, que millora la transferència de potència i evita l'ús de bombes per fer circular el refrigerant. Els microreactors basats en la tecnologia HTGR utilitzen un combustible isotròpic de tres estructures (TRISO), el mateix que s'utilitza en dissenys HTGR més grans. Per a les tecnologies FR que proporcionen compacitat i eficiència energètica, hi ha disponibles combustibles d'òxid provats, metalls més experimentals o combustibles de nitrid. S'espera que el combustible experimental sigui més eficient per als microreactors, ja que el temps de residència del combustible al nucli del reactor és molt més llarg que en els reactors convencionals, cosa que comporta una major exposició a la radiació.
Una de les característiques clau dels microreactors nuclears és la seva petita mida i modularitat. Els SMR es poden construir a les fàbriques i enviar a la seva destinació final, reduint els costos i el temps de construcció. Es poden instal·lar sota terra, sota l'aigua o en altres llocs remots, cosa que els fa ideals per alimentar petites comunitats, llocs industrials, instal·lacions militars i altres llocs especialitzats. A més, el disseny modular permet una fàcil escalabilitat, permetent afegir microreactors addicionals per augmentar la potència de sortida segons calgui.
L'impacte ambiental de la reducció de gasos d'efecte hivernacle i la capacitat de produir potències baixes, inferiors a 100 MWth, han provocat interès mundial pels microreactors nuclears, que podrien beneficiar potencialment les empreses amb necessitats de control més baixes. Altres beneficis podrien incloure una major adaptabilitat pel que fa a la ubicació, una execució de seguretat avançada, temps de desenvolupament reduïts i menys necessitats de projectes directes.

## Reptes
Malgrat aquests avantatges, els microreactors nuclears encara s'enfronten a reptes. Un dels principals reptes és l'aprovació reguladora. Els SMR s'han de sotmetre a proves i certificacions exhaustives abans de poder ser desplegats, i molts països tenen regulacions estrictes per regir l'ús dels SMR, com ara les que estableix la Comissió Reguladora Nuclear dels Estats Units (NRC). El problema més important dels microreactors és el cost per kWh, ja que els microreactors perden els avantatges del poder d'escala per a l'eficiència econòmica. Els costos de disseny, operació i manteniment poden fer que aquests reactors nuclears de baixa potència siguin prohibitivament cars. L'anàlisi econòmica mostra que, malgrat els costos de capital més baixos, els microreactors no poden competir en cost amb les grans centrals nuclears a causa de les economies d'escala. Tot i això, poden competir amb tecnologies de mida i aplicació similars, com ara generadors dièsel en xarxes petites i energies renovables.
A més, la percepció pública de l'energia nuclear sovint és negativa, amb preocupacions sobre la seguretat i l'eliminació de residus nuclears. La disponibilitat de combustible d'urani d'alt assaig i baix enriquiment (HALEU) al mercat comercial és baixa, cosa que planteja un problema a la viabilitat de l'operació de microreactors, fins i tot si s'aconsegueix l'aprovació reglamentària. Altres problemes inclouen els riscos de seguretat i proliferació més elevats en comparació amb les grans centrals nuclears i els requisits de llicència per a reactors petits que encara no s'han establert. La mida més petita d'un microreactor nuclear i el seu ús de combustibles HALEU també el posen en major risc de robatori. L'urani d'un microreactor nuclear és més fàcil de convertir a urani de grau armamentístic, cosa que el converteix en un actiu ideal per al terrorisme i la proliferació nuclears.

## Desenvolupament actual
Els microreactors per a ús civil es troben actualment en les primeres etapes de desenvolupament, amb dissenys individuals que oscil·len en diverses etapes de maduresa. Els Estats Units han estat donant suport al desenvolupament de qualsevol tipus de reactors petits o mitjans (SMR) des del 2012. El present treball se centra en la viabilitat de combinar refrigerants que es consideren habitualment per a aplicacions de reactors ràpids, com ara el sodi, les sals foses i els refrigerants a base de plom, amb intermedis i especial atenció a les sals foses, des d'una perspectiva de disseny bàsic. El treball futur se centra en l'optimització del disseny bàsic i la realització de càlculs 3D acoblats, com ara termohidràulica, rendiment del combustible i neutrònica per determinar el comportament i el funcionament detallats.
A partir del 2010, també hi ha hagut un interès creixent per les centrals nuclears flotants mòbils, considerades microreactors nuclears. Dos exemples recents destacables són: la planta russa Akademik Lomonosov, que utilitza dos reactors de 35 MWe, i la planta xinesa ACPR50S, que utilitza un reactor de 60 MWe, classificat com a reactor marí d'aigua pressuritzada. A més de la planta Akademik Lomonosov, a Rússia s'estan estudiant diversos dissenys nous de fonts d'energia autònomes.
El 2018, la NASA va demostrar amb èxit un microreactor a escala de quilowatts basat en la seva tecnologia Kilopower. S'està desenvolupant per donar suport a l'exploració humana de les missions de la Lluna i Mart. Utilitza un enfocament tecnològic únic per refredar el nucli del reactor (que té aproximadament la mida d'un rotlle de paper de cuina): els tubs de calor hermètics transfereixen la calor del reactor als motors que converteixen la calor en electricitat. L'enfocament per descobrir el combustible refrigerant utilitzat per als nuclis dels reactors es va trobar mitjançant una sèrie de càlculs d'abast, que utilitzen les dimensions internes i del recipient del reactor, seguits del càlcul de vibracions i accidents hipotètics que disruptivessin el nucli.
L'abril de 2022, el Departament de Defensa dels Estats Units va anunciar l'aprovació del Projecte Pelé, una iniciativa per reduir les emissions de carboni mitjançant la inversió en tecnologies nuclears. El projecte té un pressupost de 300 milions de dòlars per desenvolupar un reactor miniaturitzat capaç de generar 1,5 megawatts durant un mínim de tres anys. El Departament de Capacitats Estratègiques dels Estats Units es va associar amb BWXT Technologies el juny de 2022 per aconseguir-ho. BWXT Tech va desenvolupar un reactor refrigerat per gas d'alta temperatura (HTGR) que generarà entre 1 i 5 MWe i serà transportable en contenidors d'enviament. S'alimentarà amb combustible TRISO, un disseny específic de combustible d'urani baix enriquit d'alta concentració (HALEU) que pot suportar altes temperatures i té riscos ambientals relativament baixos.
El Departament d'Energia dels EUA també té previst desenvolupar un reactor de 100 kWt a Idaho anomenat reactor "Microreactor Applications Research Validation and Evaluation" (MARVEL).
El Departament de Defensa dels EUA preveu terminis i reptes per al desplegament del primer reactor petit a finals del 2027. El temps nominal des de la sol·licitud de llicència fins a la comercialització s'estima en 7 anys.